# Département d'Orléansville
 (février 2018).
Si vous disposez d'ouvrages ou d'articles de référence ou si vous connaissez des sites web de qualité traitant du thème abordé ici, merci de compléter l'article en donnant les références utiles à sa vérifiabilité et en les liant à la section « Notes et références ».
1957–1962
Entités précédentes :
- Alger

Le département d'Orléansville fut un département français d'Algérie entre 1957 et 1962. Considérée depuis le 4 mars 1848 comme partie intégrante du territoire français, l'Algérie fut organisée administrativement de la même manière que la métropole. C'est ainsi que pendant une centaine d'années, la ville de Chlef, alors connue sous le nom d'Orléansville, fut une sous-préfecture du département d'Alger, et ce jusqu'au 28 juin 1956. À cette date le département fut divisé en quatre parties, afin de répondre à l'accroissement important de la population algérienne au cours des années écoulées.
L'ancien département d'Alger fut dissous le 20 mai 1957 et ses quatre parties furent transformées en départements de plein droit. Le département d'Orléansville fut donc créé à cette date, et couvrait une superficie de 12 257 km2 sur laquelle résidaient 633 630 habitants et possédait cinq sous-préfectures, Cherchell, Duperré, Miliana, Ténès et Teniet-el-Haad.
Le département d'Orléansville fut maintenu après l'indépendance de l'Algérie, et devint la wilaya de Chlef en 1968.

## Fondation d'Orléansville
Le 23 avril 1843, deux forces armées se réunissent à Snab ou El Esnam pour assurer la présence française dans la région, l'une dite de Mostaganem sous les ordres du général Jean-François Gentil d'Oran. La seconde, dirigée  par le Maréchal Bugeaud, venait d'Alger. El Esnam était un point stratégique et intermédiaire à peu près à égale distance de Milianah et de Mostaganem ; les endroits les plus importants à l'intérieur étaient les montagnes de l'Ouarsenis, la vallée du Tygraout et le pont de Ténès.
Elle s'appellera Orléansville du nom de Ferdinand, duc d'Orléans et fils de Louis-Philippe Ier, tué dans un accident de voiture sur la route de Paris à Neuilly le 13 juillet 1842. Le décret du 31 décembre 1856 créé la commune de plein exercice. À cette époque, la vallée du Chélif était presque entièrement inculte et inhabitée. Aussi loin que s'étendait la vue, on n'y voyait aucune demeure, aucun village. C'est ce qui a fait écrire au colonel de Saint-Amaud que c'était un grand désert. Elle ne s'est développé que lentement son climat étant des plus chauds de l'Algérie en été où il atteint des maximums de 52 °C à l'ombre. En 1964, la ville prend le nom arabe de El Asnam. Le tremblement de terre du 10 octobre 1980 qui détruit la ville à 80% incite les autorités à changer le nom de la ville, pour écarter la malédiction liée aux ruines, et elle prend alors le nom de Chlef.

## Liste des préfets
- Raymond Chevrier (nommé le 6 décembre 1956)[2]
- général Jean Gracieux en juin 1958[2]
- général Antoine du Passage en 1959[2]
- Louis Verger (nommé le 10 mars 1960)[2]
- Mohand Sadek Oubarah (nommé le 21 décembre 1960)[2]
- Georges Ahmed Tabti (nommé le 9 mai 1962)[3]